# Старые Тлявли
Старые Тлявли (баш. Иҫке Теләүле) — деревня в Шаранском районе Республики Башкортостан Российской Федерации. Входит в состав Базгиевского сельсовета.

## География

### Географическое положение
Расстояние до:
- районного центра (Шаран): 25 км,
- центра сельсовета (Базгиево): 5 км,
- ближайшей ж/д станции (Кандры): 25 км.

## Население
| 2002 | 2009 | 2010 |
| ---- | ---- | ---- |
| 313  | ↗341 | ↘267 |

Национальный состав
Согласно переписи 2002 года, преобладающие национальности — башкиры (59 %), татары (40 %).